# Casa di bambola (film 1922)
Casa di bambola (A Doll's House) è un film muto del 1922 diretto da Charles Bryant. Prodotto, sceneggiato e interpretato da Alla Nazimova con i costumi e le scenografie di Natacha Rambova, il film - tratto da Casa di bambola di Henrik Ibsen - fu distribuito attraverso la United Artists, uscendo nelle sale il 12 febbraio 1922.

## Produzione
Il film fu prodotto da Alla Nazimova attraverso la sua compagnia Nazimova Productions, per la United Artists che doveva poi distribuire la pellicola nelle sale. Nazimova aveva interpretato il dramma di Ibsen più volte sulle scene di Broadway: nel 1907 in due diverse riprese, una in gennaio accanto a Dodson Mitchell, la seconda in novembre con Warner Oland e poi nel 1918, a fianco di Lionel Atwill.

## Distribuzione
Il film uscì nelle sale il 12 febbraio 1922, distribuito dalla United Artists. In Italia venne distribuito dagli Artisti Associati nel 1926.

### Date di uscita
- USA A Doll's House 12 febbraio 1922
- Portogallo A Casa da Boneca 26 marzo 1926

Alias
- Casa de muñecas Venezuela